# Hudsonbaai
De Hudsonbaai (Engels: Hudson Bay, Frans: Baie d'Hudson) is een grote binnenzee in noordelijk Canada met een oppervlakte circa 1.200.000 km². Via de Straat Hudson is ze met de Labradorzee en de Atlantische Oceaan verbonden. In het zuiden ligt de Jamesbaai en in het noorden het Foxebekken.
De Hudsonbaai is van juli tot november bevaarbaar; in de winter is dit vanwege ijs voor normale schepen niet mogelijk. De belangrijkste haven is Churchill.

## Geschiedenis
De Hudsonbaai werd ontdekt door Henry Hudson in 1610, en in de volgende jaren door andere ontdekkingsreizigers verkend, op zoek naar de Noordwestelijke Doorvaart. Op zijn vierde reis naar Noord-Amerika baande Hudson zich een weg langs de westkust van Groenland en de baai in, waarbij hij een groot deel van de oostkust in kaart bracht. Hij raakte in de winter vast in het ijs en de bemanning overleefde aan land op de zuidpunt van James Bay. Als het ijs in het voorjaar zou smelten wilde Hudson de rest van de omgeving verkennen, maar de bemanning muitte op 22 juni 1611. Zij verlieten Hudson en anderen in een kleine boot. Niemand heeft daarna nog iets van Hudson vernomen, ondanks een latere zoektocht.  
In 1670 werd de Hudson's Bay Company opgericht, die vanaf de oevers van de Hudsonbaai met de Indianen handelde in bont. Het bedrijf bezat een handelsmonopolie en eigendomsrechten voor het gebied rondom de Hudsonbaai, genaamd Rupert's land. Frankrijk betwistte deze rechten door verschillende militaire expedities naar de regio te sturen, maar zag af van zijn claim in de Vrede van Utrecht (april 1713). Gedurende deze periode bouwde de Hudson's Bay Company verschillende forten en handelsposten langs de kust aan de monding van de grote rivieren (zoals Fort Severn, York Factory en het Prince of Wales Fort). De strategische locaties waren bases voor verkenning in het binnenland. Wat nog belangrijker was, ze waren handelsposten met de inheemse volkeren die naar hen toe kwamen met bont uit hun vangseizoen. De HBC verscheepte het bont naar Europa en bleef sommige van deze posten tot ver in de 20e eeuw gebruiken. De rechten van de compagnie werden op 9 april 1869 tegen een financiële vergoeding overgenomen en toegevoegd aan het Canada Dominion. Rupertsland werd afgestaan aan Canada, een gebied van ongeveer 3.900.000 km², als onderdeel van Northwest Territories. Vanaf 1913 werd de baai uitgebreid in kaart gebracht door CSS Acadia in opdracht van de Canadese regering. Dit leidde in 1929 tot de stichting van Churchill, als diepzeehaven voor de export van tarwe, na mislukte pogingen in Port Nelson.
De haven van Churchill was een belangrijke scheepvaartverbinding voor de handel met Europa en Rusland tot de sluiting in 2016 door eigenaar OmniTRAX. De haven en de Hudson Bay Railway werden vervolgens in 2018 verkocht aan de Arctic Gateway Group — een consortium van First Nations, lokale overheden en zakelijke investeerders.

## Klimaat
Het noorden van de baai heeft een poolklimaat (Köppen: ET). Dit is een van de weinige plaatsen in de wereld waar dit type klimaat wordt aangetroffen ten zuiden van 60 ° N, het overige gebied heeft het subarctische klimaat (Köppen: Dfc). Dit komt doordat in de centrale zomermaanden hittegolven vanuit het hete land kunnen oprukken en het weer milder kunnen maken, met als gevolg dat de gemiddelde temperatuur de 10 °C of 50 °F overschrijdt. Op het uiterste zuidelijke puntje dat bekend staat als James Bay, ontstaat een vochtig landklimaat met een langere en doorgaans warmere zomer. (Köppen: Dfb). De gemiddelde jaartemperatuur in bijna de hele baai is ongeveer 0 ° C of lager. In het uiterste noordoosten zijn de wintertemperaturen gemiddeld -29 ° C.
De gemiddelde jaartemperatuur voor Churchill bij 59° N is -6 ° C en Port Harrison op 58 ° N -7 ° C. Ter vergelijking: Archangelsk (64 ° N) in het noordwesten van Rusland heeft een gemiddelde van 2 ° terwijl Stockholm op 59 ° N een jaarlijks gemiddelde heeft van 8 °.
De watertemperatuur piekt bij 8-9 ° C aan de westkant van de baai in de late zomer. De baai is grotendeels bevroren van half december tot half juni, wanneer het gewoonlijk vanaf het oostelijke uiteinde naar het westen en het zuiden smelt. Een gestage stijging van de regionale temperaturen in de afgelopen 100 jaar werd weerspiegeld in een verlenging van de ijsvrije periode, die aan het einde van de 17e eeuw slechts vier maanden duurde.

## Zeestromen
De Hudsonbaai ontvangt water van smeltend ijs, rivieren en van de uitstroom van de Noordelijke IJszee die vanaf de Lancasterzeestraat (Parrykanaal) via de Prince Regent Inlet, Golf van Boothia, Fury and Hecla Strait, het Foxebekken en Frozen Strait (westwaarts) (via Roes Welcome Sound) of Foxe Channel (zuidwaarts) de Hudsonbaai bereikt. Een ander deel van het zeewater gaat van Foxebekken via Foxe Channel rechtstreeks naar Straat Hudson. In de baai is er (in de zomer) een circulatie van het zeewater tegen de klok in. De sterkste zeestroming stroomt van Jamesbaai in het zuiden langs de oostkust naar het noorden, waar het naar het oosten afbuigt, samenstroomt met het water van het Foxebekken (via Foxe Channel) en samen via de Straat Hudson als de Hudsonbaaistroom naar het zuidoosten stromen.

### Zoutgehalte
Hudson Bay heeft een lager gemiddeld zoutgehalte dan dat van oceaanwater. De belangrijkste oorzaken zijn de lage verdampingssnelheid (de baai is gedurende het grootste deel van het jaar met ijs bedekt), de grote hoeveelheid landafvoer die de baai binnenkomt (ongeveer 700 km³ per jaar), en de beperkte verbinding met de Atlantische Oceaan en het hogere zoutgehalte. De grote hoeveelheid zee-ijs (ongeveer drie keer de jaarlijkse rivierstroom in de baai), en het jaarlijkse bevriezen en ontdooien veranderen het zoutgehalte van de oppervlaktelaag aanzienlijk.
Een gevolg van het lagere zoutgehalte van de baai is dat het water sneller bevriest dan de rest van de wereldzeeën, waardoor de tijd dat de baai ijsvrij blijft korter is.

## Kusten
De westelijke oever van de baai bestaat uit een laagland, bekend als de Hudson Bay Lowlands. De oostelijke kusten (het deel van Quebec) vormen de westelijke rand van het Canadees Schild. Het gebied is rotsachtig en heuvelachtig. Zijn vegetatie is naaldbos, en in het noorden toendra.
Gemeten naar kustlijn, is de Hudsonbaai na de Golf van Bengalen de grootste baai ter wereld. Het kenmerkende boogvormige segment aan de oostelijke oever wordt de Nastapoka-boog genoemd .
Er zijn veel eilanden, meestal in de buurt van de oostkust. Alle eilanden, ook die in James Bay, maken deel uit van Nunavut en behoren tot de Arctische Archipel. Het grootste eiland is Southamptoneiland.

## Riviermondingen
- De Winisk, met een lengte van 475 km en een debiet van 694 m³/s.

## Bevolking
De kust is extreem dunbevolkt; er zijn slechts 14 nederzettingen. Sommige van deze werden in de 17e en 18e eeuw gesticht als handelsposten door de Hudson's Bay Company, waardoor ze tot de oudste nederzettingen in Canada behoren. Met de sluiting van de HBC posten en winkels, zijn veel kustdorpen nu bijna uitsluitend bevolkt door Cree en Inuit. Twee belangrijke historische plaatsen langs de kust waren York Factory en Prince of Wales Fort.
Gemeenschappen langs de kust van de baai of op eilanden in de baai zijn (alle populaties zijn van 2016):
- Nunavut
- Arviat, bevolking 2.657
- Chesterfield Inlet, bevolking 437
- Coral Harbor, bevolking 891
- Rankin Inlet, bevolking 2842
- Sanikiluaq, bevolking 882
- Whale Cove, bevolking 435

Manitoba
- Churchill, bevolking 899

Ontario
- Fort Severn First Nation, bevolking 361

Quebec
- Akulivik, bevolking 633
- Inukjuak, bevolking 1757
- Kuujjuarapik, bevolking 686
- Puvirnituq, bevolking 1.779
- Umiujaq, bevolking 442
- Whapmagoostui, bevolking 984